# Chặng đua MotoGP Tây Ban Nha 2024
Chặng đua MotoGP Tây Ban Nha 2024 là chặng đua thứ 4 của mùa giải đua xe MotoGP 2024. Chặng đua diễn ra từ ngày 26 tháng 4 năm 2024 đến ngày 28 tháng 4 năm 2024 ở trường đua Jerez, Tây Ban Nha.
Ở thể thức MotoGP, tay đua giành pole là Marc Marquez của đội đua Gresini nhưng chiến thắng cuộc đua Sprint race và đua chính lần lượt là Jorge Martin của đội đua Pramac và Francesco Bagnaia của đội đua Ducati.

## Kết quả cuộc đua Sprint race
| Stt                                                          | Số xe | Tay đua               | Đội đua                           | Xe      | Lap | Kết quả   | Xuất phát | Điểm |
| ------------------------------------------------------------ | ----- | --------------------- | --------------------------------- | ------- | --- | --------- | --------- | ---- |
| 1                                                            | 89    | Jorge Martín          | Prima Pramac Racing               | Ducati  | 12  | 19:52.682 | 3         | 12   |
| 2                                                            | 31    | Pedro Acosta          | Red Bull GasGas Tech3             | KTM     | 12  | +2.970    | 10        | 9    |
| 3                                                            | 26    | Dani Pedrosa          | Red Bull KTM Factory Racing       | KTM     | 12  | +7.102    | 16        | 7    |
| 4                                                            | 21    | Franco Morbidelli     | Prima Pramac Racing               | Ducati  | 12  | +8.481    | 8         | 6    |
| 5                                                            | 20    | Fabio Quartararo      | Monster Energy Yamaha MotoGP      | Yamaha  | 12  | +15.052   | 23        | 5    |
| 6                                                            | 93    | Marc Márquez          | Gresini Racing MotoGP             | Ducati  | 12  | +18.131   | 1         | 4    |
| 7                                                            | 37    | Augusto Fernández     | Red Bull GasGas Tech3             | KTM     | 12  | +18.278   | 18        | 3    |
| 8                                                            | 88    | Miguel Oliveira       | Trackhouse Racing                 | Aprilia | 12  | +18.418   | 14        | 2    |
| 9                                                            | 36    | Joan Mir              | Repsol Honda Team                 | Honda   | 12  | +18.553   | 20        | 1    |
| 10                                                           | 30    | Takaaki Nakagami      | LCR Honda Idemitsu                | Honda   | 12  | +21.136   | 24        |      |
| 11                                                           | 5     | Johann Zarco          | LCR Honda Castrol                 | Honda   | 12  | +21.948   | 13        |      |
| 12                                                           | 25    | Raúl Fernández        | Trackhouse Racing                 | Aprilia | 12  | +23.882   | 17        |      |
| 13                                                           | 49    | Fabio Di Giannantonio | Pertamina Enduro VR46 Racing Team | Ducati  | 12  | +31.478   | 5         |      |
| 14                                                           | 43    | Jack Miller           | Red Bull KTM Factory Racing       | KTM     | 12  | +45.901   | 15        |      |
| 15                                                           | 42    | Álex Rins             | Monster Energy Yamaha MotoGP Team | Yamaha  | 12  | +1:10.288 | 25        |      |
| 16                                                           | 32    | Lorenzo Savadori      | Aprilia Racing                    | Aprilia | 12  | +1:22.979 | 21        |      |
| Ret                                                          | 6     | Stefan Bradl          | HRC Test Team                     | Honda   | 11  | Tai nạn   | 19        |      |
| Ret                                                          | 10    | Luca Marini           | Repsol Honda Team                 | Honda   | 11  | Tai nạn   | 22        |      |
| Ret                                                          | 12    | Maverick Viñales      | Aprilia Racing                    | Aprilia | 9   | Tai nạn   | 11        |      |
| Ret                                                          | 72    | Marco Bezzecchi       | Pertamina Enduro VR46 Racing Team | Ducati  | 8   | Tai nạn   | 2         |      |
| Ret                                                          | 23    | Enea Bastianini       | Ducati Lenovo Team                | Ducati  | 8   | Tai nạn   | 9         |      |
| Ret                                                          | 33    | Brad Binder           | Red Bull KTM Factory Racing       | KTM     | 8   | Tai nạn   | 4         |      |
| Ret                                                          | 73    | Álex Márquez          | Gresini Racing MotoGP             | Ducati  | 8   | Tai nạn   | 6         |      |
| Ret                                                          | 1     | Francesco Bagnaia     | Ducati Lenovo Team                | Ducati  | 2   | Va chạm   | 7         |      |
| Ret                                                          | 41    | Aleix Espargaró       | Aprilia Racing                    | Aprilia | 0   | Tai nạn   | 12        |      |
| Fastest sprint lap: Marc Márquez (Ducati) – 1:37.812 (lap 6) |       |                       |                                   |         |     |           |           |      |
| Kết quả chính thức                                           |       |                       |                                   |         |     |           |           |      |

## Kết quả đua chính thể thức MotoGP
| Stt                                                         | Số xe | Tay đua               | Đội đua                           | Xe      | Lap | Kết quả   | Xuất phát | Điểm |
| ----------------------------------------------------------- | ----- | --------------------- | --------------------------------- | ------- | --- | --------- | --------- | ---- |
| 1                                                           | 1     | Francesco Bagnaia     | Ducati Lenovo Team                | Ducati  | 25  | 40:58.053 | 7         | 25   |
| 2                                                           | 93    | Marc Márquez          | Gresini Racing MotoGP             | Ducati  | 25  | +0.372    | 1         | 20   |
| 3                                                           | 72    | Marco Bezzecchi       | Pertamina Enduro VR46 Racing Team | Ducati  | 25  | +3.903    | 2         | 16   |
| 4                                                           | 73    | Álex Márquez          | Gresini Racing MotoGP             | Ducati  | 25  | +7.205    | 6         | 13   |
| 5                                                           | 23    | Enea Bastianini       | Ducati Lenovo Team                | Ducati  | 25  | +7.253    | 9         | 11   |
| 6                                                           | 33    | Brad Binder           | Red Bull KTM Factory Racing       | KTM     | 25  | +7.801    | 4         | 10   |
| 7                                                           | 49    | Fabio Di Giannantonio | Pertamina Enduro VR46 Racing Team | Ducati  | 25  | +10.063   | 5         | 9    |
| 8                                                           | 88    | Miguel Oliveira       | Trackhouse Racing                 | Aprilia | 25  | +10.979   | 14        | 8    |
| 9                                                           | 12    | Maverick Viñales      | Aprilia Racing                    | Aprilia | 25  | +11.217   | 11        | 7    |
| 10                                                          | 31    | Pedro Acosta          | Red Bull GasGas Tech3             | KTM     | 25  | +20.762   | 10        | 6    |
| 11                                                          | 25    | Raúl Fernández        | Trackhouse Racing                 | Aprilia | 25  | +23.508   | 17        | 5    |
| 12                                                          | 36    | Joan Mir              | Repsol Honda Team                 | Honda   | 25  | +23.584   | 20        | 4    |
| 13                                                          | 42    | Álex Rins             | Monster Energy Yamaha MotoGP      | Yamaha  | 25  | +28.452   | 25        | 3    |
| 14                                                          | 30    | Takaaki Nakagami      | LCR Honda Idemitsu                | Honda   | 25  | +29.049   | 24        | 2    |
| 15                                                          | 20    | Fabio Quartararo      | Monster Energy Yamaha MotoGP      | Yamaha  | 25  | +32.015   | 23        | 1    |
| 16                                                          | 6     | Stefan Bradl          | HRC Test Team                     | Honda   | 25  | +41.433   | 19        |      |
| 17                                                          | 10    | Luca Marini           | Repsol Honda Team                 | Honda   | 25  | +43.323   | 22        |      |
| Ret                                                         | 37    | Augusto Fernández     | Red Bull GasGas Tech3             | KTM     | 19  | Bỏ cuộc   | 18        |      |
| Ret                                                         | 43    | Jack Miller           | Red Bull KTM Factory Racing       | KTM     | 17  | Va chạm   | 15        |      |
| Ret                                                         | 21    | Franco Morbidelli     | Prima Pramac Racing               | Ducati  | 17  | Va chạm   | 8         |      |
| Ret                                                         | 32    | Lorenzo Savadori      | Aprilia Racing                    | Aprilia | 11  | Bỏ cuộc   | 21        |      |
| Ret                                                         | 89    | Jorge Martín          | Prima Pramac Racing               | Ducati  | 10  | Tai nạn   | 3         |      |
| Ret                                                         | 5     | Johann Zarco          | LCR Honda Castrol                 | Honda   | 9   | Va chạm   | 13        |      |
| Ret                                                         | 41    | Aleix Espargaró       | Aprilia Racing                    | Aprilia | 9   | Va chạm   | 12        |      |
| Ret                                                         | 26    | Dani Pedrosa          | Red Bull KTM Factory Racing       | KTM     | 3   | Tai nạn   | 16        |      |
| Fastest lap: Francesco Bagnaia (Ducati) – 1:37.449 (lap 23) |       |                       |                                   |         |     |           |           |      |
| Kết quả chính thức                                          |       |                       |                                   |         |     |           |           |      |

## Bảng xếp hạng sau chặng đua
|   | Stt. | Tay đua           | Điểm |
| - | ---- | ----------------- | ---- |
|   | 1    | Jorge Martín      | 92   |
| 3 | 2    | Francesco Bagnaia | 75   |
| 1 | 3    | Enea Bastianini   | 70   |
|   | 4    | Pedro Acosta      | 69   |
| 2 | 5    | Maverick Viñales  | 63   |

|  | Stt. | Xưởng đua | Điểm |
|  | ---- | --------- | ---- |
|  | 1    | Ducati    | 133  |
|  | 2    | KTM       | 95   |
|  | 3    | Aprilia   | 82   |
|  | 4    | Yamaha    | 27   |
|  | 5    | Honda     | 13   |

|   | Stt. | Đội đua                     | Điểm |
| - | ---- | --------------------------- | ---- |
|   | 1    | Ducati Lenovo Team          | 145  |
|   | 2    | Aprilia Racing              | 102  |
|   | 3    | Prima Pramac Racing         | 98   |
| 2 | 4    | Gresini Racing MotoGP       | 87   |
| 1 | 5    | Red Bull KTM Factory Racing | 81   |